# Dotã

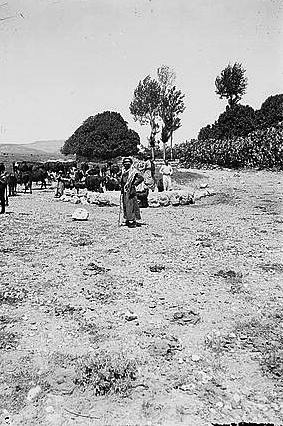
Vistas do Norte. Joseph's Well em Dotã

Dotã (em hebraico: דֹתָן) (também, Dotaim) foi uma cidade situada ao norte de Siquém, e cerca de 100 km ao norte de Hebrom. Ela era conhecida por Eusébio, que coloca-a a 12 quilômetros ao norte de Sebaste (Samaria), e lá foi descoberta em nossos próprios tempos. Ela é identificada com a moderna Tell-Dothan, no lado sul da planície de Jezreel, entre as colinas de Gilboa.
É mencionado pela primeira vez, em conexão com a história de José. Nela, José foi vendido por mercadores Midianitas a mercadores Ismaelitas (árabes),  após ter sido deixado dentro de um poço por ordem de seu irmão Rúben (que pretendia resgatá-lo mais tarde).
Mais tarde, ela aparece como a residência de Eliseu e a cena de uma notável visão de carros e cavalos de fogo ao redor da montanha em que a cidade parou.
O assentamento israelense moderno de nome Mevo Dotan, a abordagem de Dotã, deriva da sua localização próxima. Além disso, sua menção em Gênesis foi a base para a nomeação de Dothan (Alabama).